# Polská společnost fonografického průmyslu
Polská společnost fonografického průmyslu (polsky Związek Producentów Audio-Video, zkráceně ZPAV) je polská asociace producentů zvukových a obrazových záznamů. Předsedou představenstva je Andrzej Puczyński.

## Historie
Asociace byla založena v roce 1991 z iniciativy hudebníků, hudebních producentů a novinářů. Jejím hlavním úkolem je reprezentovat producenty a bojovat proti pirátství, což umožňuje uzavírání partnerských dohody s vydavateli vizuálních nosičů. ZPAV je národní skupinou Mezinárodní federace hudebního průmyslu (IFPI), která sdružuje a zastupuje globální hudební průmysl. ZPAV také uděluje na základě prodejnosti certifikace, tj. zlaté, platinové a diamantové desky pro nejprodávanější hudební díla v Polsku.
Na základě rozhodnutí Ministra kultury z 1. února 1995 bylo asociaci uděleno povolení týkající se kolektivní správy práv vztahující se na zvukové a obrazové záznamy v následujících oblastech: reprodukce zvláštní techniky, marketingu, pronájem spolu s užíváním jednotek, reprodukce, opětovné vydávání, veřejné sdílení zvukového záznamu nebo videozáznam takovým způsobem, aby každý mohl mít přístup v místě a v čase podle své individuální volby.
V rámci fungování Polské hudební nadace pomáhá potřebným, kteří jsou spojeni s hudbou a Fonografickou akademií udílející od roku 1999 ocenění polské hudebního průmyslu Fryderyk. V minulých letech ocenění přisuzovalo přímo sdružení ZPAV.
V roce 2009 organizace ZPAV ve spolupráci s Nadací na ochranu audiovizuálních děl, policií a prokuraturou ve Vratislavi uspořádala tiskovou konferenci u příležitosti zatčení majitelů služby odSiebie.com kvůli podezření z překupnictví. V roce 2013 byli majitelé propuštěni a zbaveni všech obvinění, soud poukázal na neschopnost donucovacích orgánů a státních zástupců v této věci. Od roku 2010 ZPAV každoročně udílí ocenění „Cyfrowa Piosenka Roku“ nejprodávanějším skladbám v digitálním formátu v Polsku.

## Hudební žebříčky

### OLiS
Od října 2000 asociace vydává každý týden oficiální seznam prodejnosti (OLiS), který shrnuje maloobchodní prodej alb v Polsku. Žebříček se vytváří na základě údajů o prodeji zúčastněných prodejen, které se účastní tohoto projektu. Údaje se vztahují k týdnu před příštím vydáním žebříčku OLiS.

### Žebříčky AirPlay
Od roku 2010 se asociace zabývá vydáváním týdenních žebříčků Airplay, ve kterých jsou zastoupeny nejhranější písně polských rozhlasových stanic. Na webových stránkách spolku jsou prezentovány následující žebříčky:
- AirPlay – Top: žebříček nejhranějších skladeb v předchozím týdnu 74 rozhlasových stanic
- AirPlay – Nowości: žebříček nejobchodovanějších novinek hraných v rozhlasových stanicích v předchozím týdnu
- AirPlay – Największe skoki: žebříček největších skokanů mezi písněmi, které se vysílají v rozhlasových stanicích v předchozím týdnu
- AirPlay – TV: žebříček nejhranějších hudebních videoklipů na 4 hudebních stanicích v předchozím týdnu

### Žebříčky Top
- Top – Dyskoteki: žebříček 50 nejhranějších skladeb na diskotékách, je zveřejňován asociací ZPAV od dubna 2011
- Top 100: již nezveřejňovaný seznam 100 nejprodávanějších alb měsíce připravený na základě údajů z nahrávacích společností

## Certifikace
První zlaté a platinové desky na základě prodejnosti byly uděleny Polskou společností fonografického průmyslu v roce 1995. O rok později získal status zlaté desky první singl. První diamantová deska byla udělena v roce 2000. Zlatá a platinová deska DVD byla udělena poprvé v roce 2003.
Zpočátku byl stanoven práh pro získání zlaté desky na 100 tisíc kusů a platinové desky 200 tisíc kopií. V červnu 1997 byla prahová hodnota k získání certifikace stanovena na 50, 100 a 500 tisíc kopií pro zlatou, platinou a diamantovou desku, při absenci rozdělení na repertoár domácí i zahraniční.
Dne 1. května 2002 se podruhé změnila kritéria pro udělení certifikace. Nahrávky vydané po tomto datu mohly získat status zlatou, platinou a diamantovou desku při v nákladu 35, 70 a 350 tisíc kusů prodaných kopií. Naproti tomu, práh pro zahraniční repertoár byla nastavena na 20, 40 a 100 tisíc kusů prodaných kusů, což odpovídalo zlaté, platinové a diamantové desce. Třetí revize kritérií vstoupila v platnost dne 1. července 2005. Nahrávky vydané po tomto datu by mohly získat status zlaté, platinové a diamantové desky při prodeji 15, 30 a 150 tisíc kusů. Naproti tomu, práh pro zahraniční repertoár se snížil na 10, 20 a 50 tisíc kopií, což odpovídalo zlaté, platinové a diamantové desce.
Dne 1. dubna 2013 asociace ZPAV přijala zásadu počtu alb, tj. paketů, jako jednoho nosiče. V minulých letech ZPAV bral v úvahu počet nosičů v sadě. V důsledku toho např. album by mohlo obdržet zlatou desku za prodej 5 tisíc setů.
Dne 3. dubna 2014 v důsledku žádostí o přiznání ocenění ZPAV zavedl při přehrávání stop, tzv. streaming, na stránkách jako je YouTube. Princip spočívá v tom, že přehrání jedné skladby celkem 2,5 tisíc krát se rovná prodeji jednoho alba. Podle těchto změn musí národní interpret pro získání statusu zlaté, platinové a diamantové desky musí v součtu dosáhnout celkem 37,5, 75 a 375 milionu přehrání.
Prvním albem, které získal zlatou desku v Polsku pouze na základě přehrání (streamingu) byl Night Visions od skupiny Imagine Dragons. Zen stejný titul získal jako první status platinové desky na základě zkombinovaní digitálních prodejů a přehrání (streamingu).
Na konci května 2015 byly certifikáty udělovány na základě žádostí, které podaly oprávněné osoby na základě kritérií učených členy ZPAV. Ocenění bylo uděleno do třiceti dnů od podání žádosti. ZPAV si nevede statistiku prodejů, za kritérium považuje údaje uvedené v žádosti o udělení. Od 1. června 2015 asociace uděluje ocenění na základě hlášení TNS Polska, na jehož základě je vytvářen žebříček hitů – OLiS (fyzické médium) a z údajů, které předkládají vydavatelství je sestaven žebříček pro digitální prodej. Souhrnné údaje slouží pro udělování certifikací, aniž by bylo nutné podat žádost.
Získání certifikace z prodejů v Polsku není zcela jasně udělováno skrze ZPAV. Řada umělců ctí prahové hodnoty stanovené tímto sdružením. Avšak podrobná pravidla mohou být předmětem jakéhokoliv výkladu. Příkladem odlišného oceňování je diamantová deska pro skupinu Kult a album MTV Unplugged (2010) předložena vydavatelem S.P. Records. Vydavatelství zaznamenalo prodej z více než 60 000 setů a také 10 000 kopií ve formátu DVD a Blu-ray.

### Kritéria
| Období                      | Platí pro                                   | Platí pro                  | Zlatá deska    | Platinová deska | Diamantová deska |
| --------------------------- | ------------------------------------------- | -------------------------- | -------------- | --------------- | ---------------- |
| červen 1997 – květen 2002   | Album / Set (Box)                           | Populární hudba            | 50 tisíc kusů  | 100 tisíc kusů. | 500 tisíc kusů   |
| červen 1997 – květen 2002   | Album / Set (Box)                           | Klasika                    | 10 tisíc kusů  | 20 tisíc kusů   | 100 tisíc kusů   |
| červen 1997 – květen 2002   | Album / Set (Box)                           | Jazz                       | 10 tisíc kusů  | 20 tisíc kusů   | 100 tisíc kusů   |
| červen 1997 – květen 2002   | Singl / Maxi-singl                          | Singl / Maxi-singl         | 10 tisíc kusů  | 20 tisíc kusů   | 100 tisíc kusů   |
| červen 1997 – květen 2002   | Videoklip k singlu                          | Videoklip k singlu         | 5 tisíc kusů   | 10 tisíc kusů   | 50 tisíc kusů    |
| červen 1997 – květen 2002   | Album s videoklipy / Set (Box)              | Populární hudba            | 5 tisíc kusů   | 10 tisíc kusů   | 50 tisíc kusů    |
| červen 1997 – květen 2002   | Album s videoklipy / Set (Box)              | Jazz                       | 2,5 tisíc kusů | 5 tisíc kusů    | 25 tisíc kusů    |
| červen 1997 – květen 2002   | Album s videoklipy / Set (Box)              | Klasika                    | 2,5 tisíc kusů | 5 tisíc kusů    | 25 tisíc kusů    |
| květen 2002 – červenec 2005 | Album / Set (Box)                           | Národní interpret          | 35 tisíc kusů  | 70 tisíc kusů   | 350 tisíc kusů   |
| květen 2002 – červenec 2005 | Album / Set (Box)                           | Zahraniční interpret       | 20 tisíc kusů  | 40 tisíc kusů   | 200 tisíc kusů   |
| květen 2002 – červenec 2005 | Album / Set (Box)                           | Klasika                    | 5 tisíc kusů   | 10 tisíc kusů   | 50 tisíc kusů    |
| květen 2002 – červenec 2005 | Album / Set (Box)                           | Jazz                       | 5 tisíc kusů   | 10 tisíc kusů   | 50 tisíc kusů    |
| květen 2002 – červenec 2005 | Album / Set (Box)                           | Soundtrack                 | 5 tisíc kusů   | 20 tisíc kusů   | 100 tisíc kusů   |
| květen 2002 – červenec 2005 | Singl / Maxi-singl                          | Singl / Maxi-singl         | 10 tisíc kusů  | 20 tisíc kusů   | 100 tisíc kusů   |
| květen 2002 – červenec 2005 | Videoklip k singlu                          | Videoklip k singlu         | 5 tisíc kusů   | 10 tisíc kusů   | 50 tisíc kusů    |
| květen 2002 – červenec 2005 | Album s videoklipy / Set (Box)              | Populární hudba            | 5 tisíc kusů   | 10 tisíc kusů   | 50 tisíc kusů    |
| květen 2002 – červenec 2005 | Album s videoklipy / Set (Box)              | Jazz                       | 2,5 tisíc kusů | 5 tisíc kusů    | 25 tisíc kusů    |
| květen 2002 – červenec 2005 | Album s videoklipy / Set (Box)              | Klasika                    | 2,5 tisíc kusů | 5 tisíc kusů    | 25 tisíc kusů    |
| od července 2005            | Album / Set (Box)                           | Národní interpret          | 15 tisíc kusů  | 30 tisíc kusů   | 150 tisíc kusů   |
| od července 2005            | Album / Set (Box)                           | Zahraniční interpret       | 10 tisíc kusů  | 20 tisíc kusů   | 50 tisíc kusů    |
| od července 2005            | Album / Set (Box)                           | Klasika                    | 5 tisíc kusů   | 10 tisíc kusů   | 50 tisíc kusů    |
| od července 2005            | Album / Set (Box)                           | Klasická hudba – populární | 5 tisíc kusů   | 10 tisíc kusů   | 50 tisíc kusů    |
| od července 2005            | Album / Set (Box)                           | Jazz / Blues               | 5 tisíc kusů   | 10 tisíc kusů   | 50 tisíc kusů    |
| od července 2005            | Album / Set (Box)                           | Soundtrack                 | 10 tisíc kusů  | 20 tisíc kusů   | 100 tisíc kusů   |
| od července 2005            | Singl / Maxi-singl                          | Singl / Maxi-singl         | 10 tisíc kusů  | 20 tisíc kusů   | 100 tisíc kusů   |
| od července 2005            | Videoklip k singlu                          | Videoklip k singlu         | 5 tisíc kusů   | 10 tisíc kusů   | 50 tisíc kusů    |
| od července 2005            | Album s videoklipy / Set s videoklipy (Box) | Populární hudba            | 5 tisíc kusů   | 10 tisíc kusů   | 50 tisíc kusů    |
| od července 2005            | Album s videoklipy / Set s videoklipy (Box) | Jazz                       | 2,5 tisíc kusů | 5 tisíc kusů    | 25 tisíc kusů    |
| od července 2005            | Album s videoklipy / Set s videoklipy (Box) | Klasika                    | 2,5 tisíc kusů | 5 tisíc kusů    | 25 tisíc kusů    |